# カルロス・ケイロス
カルロス・ケイロス（Carlos Manuel Brito Leal Queiroz、1953年3月1日 - ）は、ポルトガル領東アフリカ（現在のモザンビーク）・ナンプラ出身でポルトガル国籍のサッカー指導者。

## 経歴
若くして現役を退き、指導者の道に進む。

### ポルトガル代表監督
「黄金世代」と呼ばれたU-20ポルトガル代表を率いて1989年と1991年のFIFAワールドユース選手権を連覇した。その実績を買われてポルトガルA代表監督に就任したが、1994年FIFAワールドカップ出場を果たせず解任された。

### 名古屋グランパスエイト
1996年後半、アーセナルに移籍したアーセン・ベンゲルの後任として名古屋グランパスエイトの監督に就任。就任中にサントリーカップ・チャンピオン・ファイナル1996のタイトルを獲得し、翌年のセカンドステージ途中まで率いたものの成績が安定せずに解任された。

### 南アフリカ代表
1999年、南アフリカ共和国代表監督に就任。日韓ワールドカップのアフリカ予選を突破し出場権を獲得したものの、大会直前の2002年2月に解任された。

### マンチェスター・ユナイテッド～レアル・マドリード～マンチェスター・ユナイテッド
2002年の秋にマンチェスター・ユナイテッドのアシスタントコーチに就任。途中、2003年から2004年までレアル・マドリードの監督に就任したが、リーグ戦4位という成績と無冠に終わり解任される。解任後はマンチェスター・ユナイテッドのアシスタントコーチに復帰した。

### ポルトガル代表
2008年から再びポルトガル代表監督を務め、南アフリカワールドカップではベスト16に進出した。しかし2010年5月、同チームへのドーピング検査に反発したことでポルトガルサッカー連盟および世界アンチ・ドーピング機構からベンチ入り禁止処分を受け、処分期間中の同年9月に解任された。

### イラン代表（2011年-2019年）
2011年4月、イラン代表監督に就任。ブラジルワールドカップのアジア予選を突破し出場権を獲得した。2014年までの契約でイランのメヘル通信によると、推定年俸は約170万ドル（約1億4000万円）。
2015年3月20日、イラン代表監督を辞任したが、後に和解し4月に再び就任した。  
ロシアワールドカップにも同国代表を本大会に導き、グループリーグ初戦のモロッコ戦で、歴史的勝利を収め、試合後には選手・スタッフから胴上げされた（結果はグループリーグ敗退）。AFCアジアカップ2019では、準決勝に進出したもの、日本に0-3で敗れ、試合後に退任を表明した。この敗戦によって6年に渡る対アジア39戦無敗という記録がついえた。
解任の際にはイラン政府とイランサッカー連盟からのサポートがなかったことには語気を強め、資金援助をしてくれたカタールサッカー協会に対する感謝も述べた。この資金がなければ合宿も練習試合もできなかっただろうと述べている。

### コロンビア代表
2019年2月にコロンビア代表監督に就任した。しかし、2022 FIFAワールドカップ・南米予選での不振で、2020年12月1日に解任された。

### エジプト代表
2021年9月8日、エジプトサッカー協会はケイロスのエジプト代表監督就任を発表した。アフリカネイションズカップ2021決勝でセネガル代表にPK戦で敗れ準優勝。2022 FIFAワールドカップ・アフリカ3次予選でまたもセネガルにPK戦で敗れ本大会出場を逃し、4月10日に退任が発表された。

### イラン代表（2022年）
2022年9月7日、イラン代表監督に再び就任した。

### カタール代表
2023年2月6日、カタール代表監督に就任。だが自国開催のAFCアジアカップ2023を直前に控えた2023年12月6日にカタールサッカー協会と双方合意の上で退任した。

### オマーン代表
2025年7月15日、オマーン代表監督に就任した。

## エピソード
2005-06シーズンに限って、ルイス・フィーゴと共にモータースポーツであるA1グランプリのポルトガルチームのオーナーでもあった。

## タイトル

### 指導者時代
スポルティング・クルーベ・デ・ポルトゥガル
- タッサ・デ・ポルトガル:1回（1994-95）
- スーペルタッサ・カンディド・デ・オリベイラ:1回（1995）

レアル・マドリード
- スーペルコパ・デ・エスパーニャ:1回（2003）

ポルトガル代表
- FIFAワールドユース選手権:2回（1989、1991）
- UEFA U-16欧州選手権:1回（1989）